# The Booth at the End
The Booth at the End es una serie iniciada en 2011, procedente de EE.UU, protagonizada por Xander Berkeley y creada por Christopher Kubasik.
La primera temporada de esta serie contó con Sarah Clarke entre su elenco de personajes (como monja queriendo ser capaz de oír la voz de Dios), y con Jenni Blong como la camarera del restaurante, aunque no hubo un papel continuo para ella en la 1ª temporada hasta que se reveló como un misterioso personaje adicional en la 2ª temporada. 
La 1ª temporada comenzó el 27 de agosto de 2010 en la red de la ciudad canadiense. A partir del otoño de 2014 la serie ha tenido dos temporadas, con 5 episodios de veintitrés minutos en cada una. 
La primera temporada fue dirigida por Jessica Landaw, y la segunda por Adam Arkin (quien coprodujo también).

## Trama
Un hombre del cual se desconoce su identidad permanece sentado durante todo el día en el reservado de un restaurante. La gente se le acerca  y le pide cosas que desean conseguir, como: un padre pide que sane su hijo enfermo, una mujer que quiere ser más guapa, una monja que quiere escuchar a Dios otra vez, etc. El hombre misterioso puede hacer que esas cosas sucedan, pero por un precio. A cambio de lo que quieren, esas personas tendrán que sacrificar su moral y hacer cosas normalmente inconcebibles para ellos, como detonar una bomba,  robar un banco, matar a un niño, etc. El hombre posee una libreta de color negro que abre y le dice qué han de hacer esas personas para conseguir lo que quieren.
A medida que van haciendo lo que les ha pedido, tienen que regresar y contarle al hombre los progresos que han hecho.
El hombre nunca obliga a nadie a hacer nada. Su pregunta es siempre la misma: ¿hasta dónde estarías dispuesto a llegar con tal de conseguir lo que quieres?

### 1ª Temporada
La primera temporada fue filmada en el Cadillac Jack Cafe de San Fernando Road, Sun Valley.

### 2ª Temporada
La segunda temporada fue filmada en una cafetería dentro del Barclay Hotel ubicado en la esquina de South Main Street y 4th. Street, en Los Ángeles, California.